# Куэнка (Эквадор)
Куэ́нка (исп. Cuenca / Santa Ana de los cuatro Ríos de Cuenca) — третий по величине город Эквадора, столица провинции Асуай. Город находится в Эквадорских Андах (известных как «Сьерра») на высоте около 2500 метров над уровнем моря. Город был основан Хилем Рамиресом Давалосом в 1557 году под названием Santa Anа de los cuatro rios de Cuenca на месте древнего города Томебамба. Центр города имеет много исторических строений колониальной эпохи, которые занесены в список Всемирного наследия ЮНЕСКО
Современное население агломерации города составляет около 700 000 жителей. Его экономика основана на сельском хозяйстве и промышленности. Также город имеет восемь университетов, старейший из которых — Университет Куэнки, где обучается около 12 000 студентов. 25 мая 2020 года открыта трамвайная линия

## История

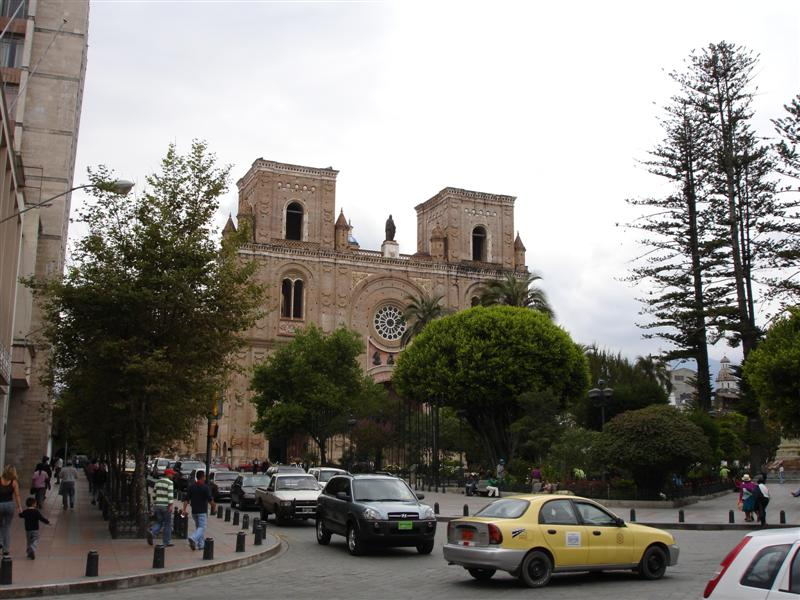
Собор Непорочного зачатия

История города началась задолго до прибытия испанцев и даже инков. Город был основан индейцами каньяри под названием Гуанподелег (что означает «земля, большая как небо») около 500 года. Приблизительно за 50 лет до прибытия испанцев в Америку город был завоёван инками и был назван Тумебамба. Инки значительно перестроили город, заменив архитектуру на собственную, однако не окончательно лишив национального сознания народа каньяри. Город стал одним из политических центров империи, но был разрушен в ходе борьбы за власть между Атауальпой и Уаскаром.
Город остался малонаселённым до 1557 года, когда по приказу вице-короля Перу Андреса де Мендоса на его месте был основан город Куэнка, после основания другого важного южного Эквадора, Лоха в 1548 году. Население города стремительно росло на протяжении колониального периода и достигло максимального в южном Эквадоре ко времени обретения им независимости в 1820 году, когда оно стало столицей одной из трёх провинций новой республики.

## География

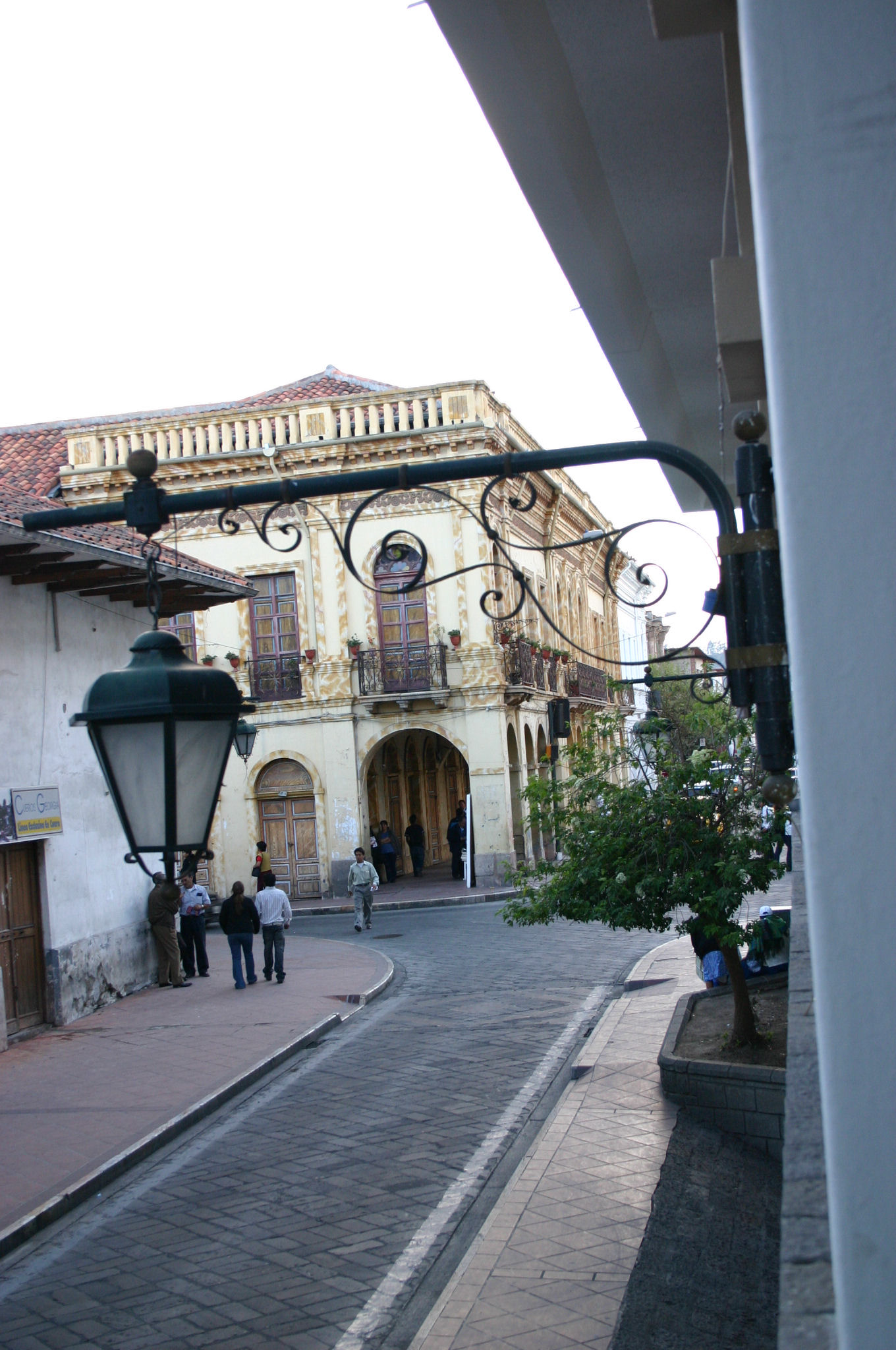
Одна из улиц Куэнки

Куэнка является столицей провинции Асуай и расположена в Андах (которые в Эквадоре называются «Сьерра») в регионе Аустро (Austro), то есть в южной части страны. Дорога в город на автомобиле занимает около 9 часов от Кито и 4 часа от Гуаякиля. Город расположен на высоте около 2350—2550 метров над уровнем моря. Главная особенность рельефа даёт городу название — четыре речки куэнки (исп. Cuenca — «Речной бассейн»). Это реки — Томебамба, Янункай, Тарки и Мачангара. Первые три из них начинаются в районах Парамо на территории Национального парка Кахас на западе от города. Все эти реки являются частью бассейна реки Амазонка. Со всех сторон город окружен горами, с перевалами на запада, юге и востоке.
Как и климат Эквадорских анд, климат Куэнки мягкий в течение всего года. Дни обычно тёплые, а ночи достаточно холодные, чтобы потребовалось носить свитер или куртку. Средняя суточная температура 14,6 градусов Цельсия. Год делится на два главных сезона, влажный и сухой. Сухой сезон обычно приходится на период от июля до декабря. Влажный сезон, который характеризуется ясной погодой утром и дождями в конце дня, длится с января по май. Наиболее сильные дожди идут «зимой» с марта по май.

## Туристический сезон
Большинство туристов посещают исторический район города между рекой Томебамба и улицей Гран-Коломбия на севере, улицу Генерала Торреса на западе и улицу Ермано Мигеля на востоке. Район небольшой и содержит много заметных памятников, которые делают лёгким нахождение в нём с любого места. Однако за пределами этого района много улиц имеют схожий вид. Рядом с городом в округе Каньяр расположены руины Ингапирка, наибольшие руины в Эквадоре.
Самые большие праздники в Куэнке проводятся в время католического рождества «Мессы Детей», во время праздника Прибытия Королей 6 января и в годовщину обретения независимости 3 ноября. В течение праздников проводятся многочисленные шествия, культурные мероприятия и танцы.

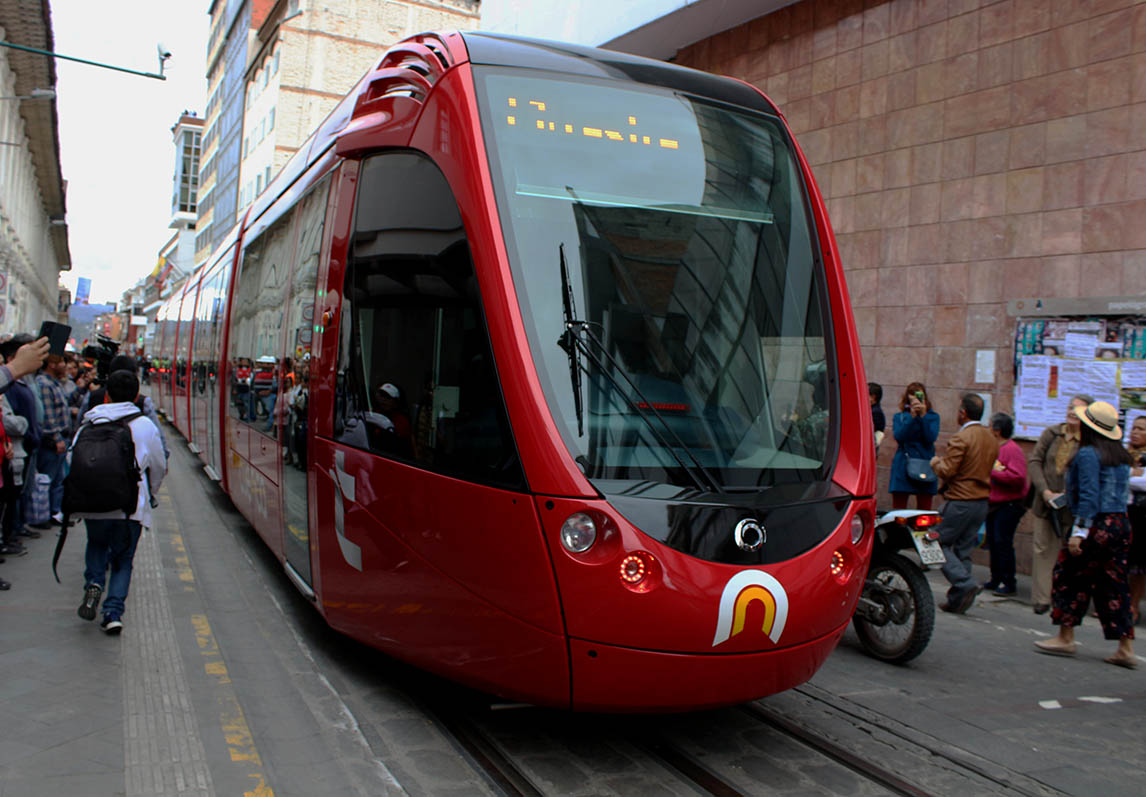
Tranvía de Cuenca

## Известные уроженцы и жители

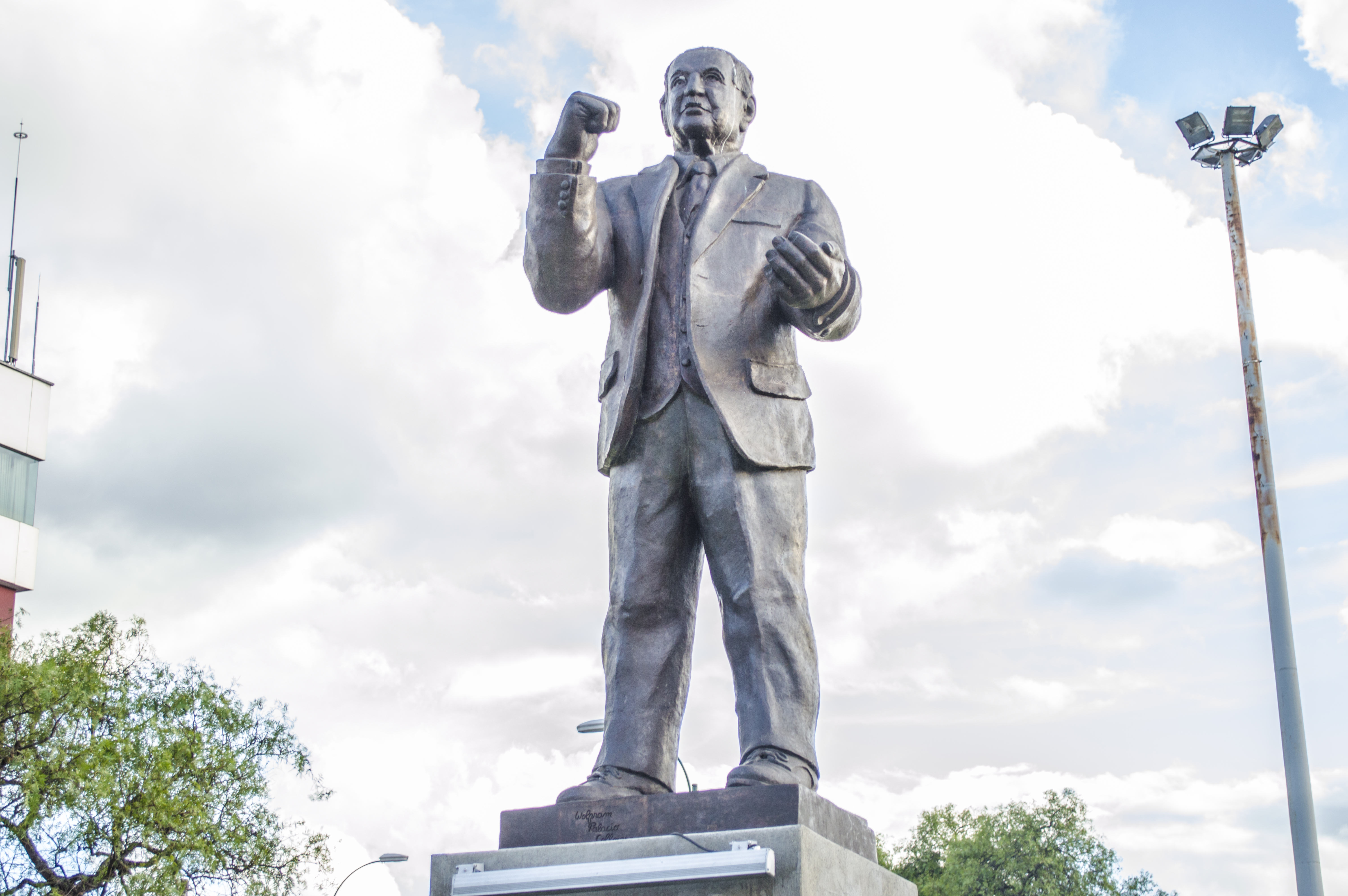
Памятник Андресу Кордова в г. Куэнка

- Аризага, Рафаэль Мария (1858—1933) — эквадорский политик, поэт.
- Гонсало Кордова — эквадорский политик, президент Эквадора в 1924—1925 годах.
- Андрес Кордова — эквадорский политик, и. о. президента Эквадора в 1939—1940 годах. Мэр Куэнка.
- Падре Креспи (1891—1982) — эквадорский католический религиозный деятель, известный как создатель коллекции древних артефактов Падре Креспи из Эквадора.

## Города-побратимы
- Консепсьон, Чили
- Куэнка, Испания
- Куско, Перу
- Гавана, Куба